# Offiziersstellvertreter
Offiziersstellvertreter (OStv) ist der zweithöchste Dienstgrad für höhere Unteroffiziere (Stabsunteroffiziere) des Österreichischen Bundesheeres. Als Abzeichen werden zwei weiße Streifen und drei sechsstrahlige weiße Sterne getragen. Offiziersstellvertreter werden als Zugskommandant verwendet. Der Dienstgrad war der höchste Unteroffiziersgrad, den Zeitsoldaten alter Art (d. h. vor Einführung der MZ = Militärperson auf Zeit) erlangen konnten (für die Beförderung zum Vizeleutnant ist u. a. eine Gesamtdienstzeit von mindestens 15 Jahren notwendig; nachdem für Zeitsoldaten nach alter Art nur eine maximale Verpflichtungsdauer von 15 Jahren möglich war, konnten diese Zeitsoldaten die für den Vizeleutnant notwendige Mindest-Gesamtdienstzeit niemals erreichen).
In der deutschen Bundeswehr entspricht der Offiziersstellvertreter etwa dem Dienstgrad Oberstabsfeldwebel.
Im Heer des Deutschen Kaiserreichs war die Position indes eine Dienststellung, kein Dienstgrad, und fiel 1920 endgültig weg. Die Schreibweise in Deutschland war ohne Fugenzeichen, also mit nur einem „s“: Offizierstellvertreter [OffzStv] (siehe unten).

## Österreich-Ungarn (bis 1918)
Die Charge des Offiziersstellvertreters wurde 1915 (Zirkularverordnung vom 6. Juni 1915) in der österreichisch-ungarischen k.u.k. Armee eingeführt. Die Offiziersstellvertreter sollten als Zugskommandanten die hohen Verluste an Subalternoffizieren (und Fähnrichen) im Ersten Weltkrieg ersetzen. Dazu befördert wurden Stabsunteroffiziere (Stabsfeldwebel, Stabsoberjäger, Stabswachtmeister und Oberfeuerwerker bzw. seit Ende 1917 Stabsfeuerwerker), die ihre Charge mindestens einen Monat innegehabt hatten. Gemeinsam mit den Stabsunteroffizieren bildeten die Offizierstellvertreter die Gruppe der höheren Unteroffiziere. Diese rangierten vor den Gagisten ohne Rangklasse. Zu Offiziersstellvertretern befördert werden durften nur Soldaten im Fronteinsatz. Untersagt war außerdem die Verleihung als Titular-Charge, etwa als Anerkennung ehrenhalber für invalide, aus dem Dienst scheidende Unteroffiziere.
Von dem Offiziersstellvertreter zu unterscheiden ist der "Kadett-Offiziersstellvertreter" (veraltet: Cadet(en)-Officiers-Stellvertreter). Dieser 1869 eingeführte Offiziersanwärterdienstgrad rangierte unmittelbar hinter den Subalternoffizieren und kennzeichnete bis 1891 jene Abgänger der Kadettenschulen, die ihre Ausbildung mit „sehr gut“ bestanden hatten. Nach 1891 gingen – von wenigen Ausnahmen abgesehen – sämtliche Absolventen der Kadettenschulen als "Kadett-Offiziersstellvertreter" zur Truppe. Der Dienstgrad wurde 1908 in Fähnrich umbenannt. Wo der Kadett-Offiziersstellvertreter noch zu den Unteroffizieren zählte, galt der Fähnrich nun als „Offizier des Soldatenstandes“.
Den Kadett-Offiziersstellvertretern gleichgestellt waren die Proviantoffiziers-Stellvertreter, Assistenzarzt-Stellvertreter, Rechnungsführer-Stellvertreter.

### Uniform und Rangabzeichen
Rangabzeichen der Kadett-Offiziersstellvertreter war die 1,3 cm breite Feldwebelborte, jedoch aus Goldgespinst statt aus kaisergelber Seide, dazu ein silber-plattierter (d. h. flacher) Metallstern (ab 1908 Fähnriche ein geprägter (d. h. erhabener) Metallstern nach Art des gestickten Offizierssterns). Bei den Fußtruppen trug der Kadett-Offiziersstellvertreter, in seiner Eigenschaft als ranghöchster Unteroffizier, an Waffenrock und Bluse wie die Mannschaften die Achselspangen aus Egalisierungstuch auf beiden Schultern, am Mantel aber aus Grundtuch mit Egalisierungs-Paspoil. Bei der Artillerie, deren Mannschaften ebenfalls Achselspangen anlegten, trug er die auf der linken Schulter eingeknöpfte Achselschlinge der Offiziere, jedoch aus gelb-schwarz geritzter Seide (statt Goldgespinst). Analog bei der Kavallerie, deren Mannschaften gleichfalls nur links eine gelb-schwarze Achselschlinge aus Schafwolle trugen. Der Fähnrich, jetzt „Offizier des Soldatenstandes“, trug nie Achselspangen, sondern nur die seidene Achselschlinge (Kavallerie, Artillerie). 
Säbel der Offiziere, das Gehänge (Kuppel) und Portepee aber aus gelb-schwarz geritzter Seide (statt Goldgespinst). Dienstabzeichen bei den Fußtruppen war seit 1871 die an einem Leibriemen getragenen Kartentasche (beide aus geschwärztem Leder). Kappe der Offiziere, deren Verzierungen (Rose bzw. „Kokarde“, Schlingenspange und Kordel) aber aus kaisergelber, schwarz geritzter Seide (statt aus Goldgespinst, wie für Offiziere). Am Jägerhut (Tiroler Kaiserjäger, Feldjäger) eine Rundschnur aus grüner Seide (bei Mannschaften aus Wolle, bei Offizieren aus Goldgespinst). Tschako und Tschapka nach Art der Feldwebel und Wachtmeister, die kaisergelbe, mittig längs geteilter Borte jedoch aus Seide (statt Wolle). Der Dragonerhelm ebenfalls nach dem Muster der Wachtmeister: die Seitenblätter des Helmkamms schwarz lackiert, wie bei den Mannschaften und Unteroffizieren; der Kammansatz aus blankem Tombak, wie bei den Unteroffizieren; die Ränder des Helmseitenblätter dreifach gerippt, wie bei Wachtmeistern.
Die 1915 eingeführten Offiziersstellvertreter kennzeichnete die silberne Stabsfeldwebel-Borte an den Kragenenden, darauf ein sechsspitziger Messingstern (wie Fähnrichstern, dieser war jedoch silbern). Adjustierung und Bewaffnung folgte dem Muster der Fähnriche: keine Achselspangen an Waffenrock, Bluse und Mantel, am Offizierssäbel das goldgelb-schwarz geritzte Seidenportepee, Offizierskappe mit Seidenverzierungen, der Helm wie die Feldwebel bzw. Wachtmeister.  

## Deutsches Kaiserreich und Weimarer Republik

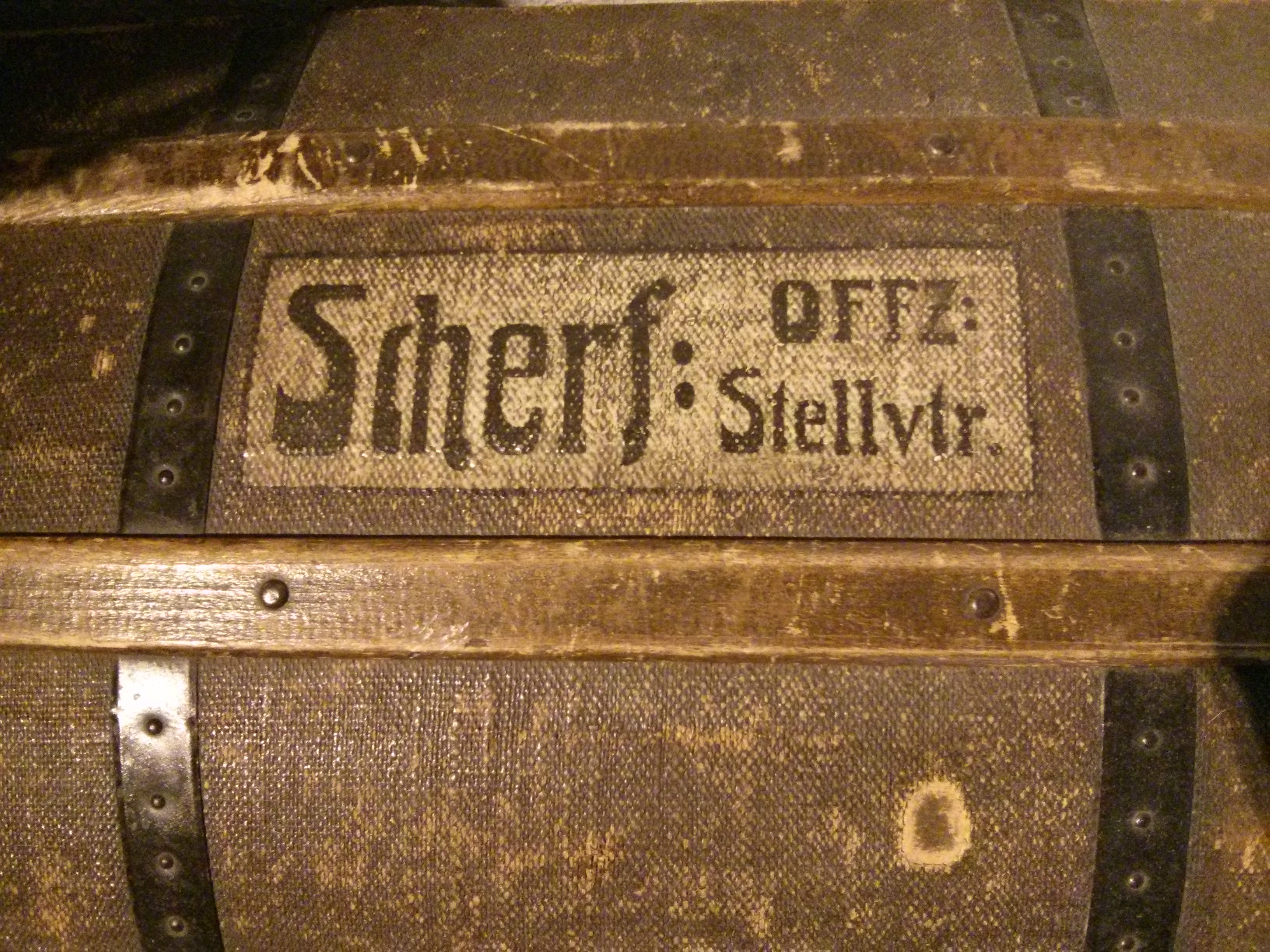
Deckel einer deutschen Militärtruhe eines Offizierstellvertreters ("OFFZ: Stellvtr.") aus dem Ersten Weltkrieg

Im deutschen Heer der Kaiserzeit war die Dienststellung des Offizierstellvertreters (Schreibweise ohne Fugen-s) bereits 1887 geschaffen worden. Bei der Kaiserlichen Marine gab es sie ebenfalls. 

### Heer
Im Heer rangierte der Offizierstellvertreter vor dem Etatmäßigen Feldwebel und hinter dem Leutnant bzw. Feldwebelleutnant. Nach Kriegsende oder bei Entlassung war die Rückstufung in den alten Dienstgrad vorgesehen. Anrede war stets der eigentliche Dienstgrad, bspw. „Vizefeldwebel“ oder „Feldwebel“. 
Dazu ernannt werden konnten aktive Vizefeldwebel und Feldwebel nach mindestens vier Jahren tadelsfreier Führung, Soldaten des Beurlaubtenstandes nach acht Jahren. Später war auch Unteroffizieren und Sergeanten die Erlangung der Dienststellung möglich; mit Zeitpunkt der Ernennung waren sie in den Dienstgrad Vizefeldwebel zu befördern. Die Zahl der Offizierstellvertreter war anfangs unreglementiert, blieb aber seit Mitte des Ersten Weltkriegs auf zwei Planstellen pro Kompanie beschränkt.
Im sogenannten Friedensheer und in der Vorläufigen Reichswehr bildeten 1919 die Offizierstellvertreter (offenkundig nun ein Dienstgrad) für kurze Zeit eine eigene Rangklasse. Ähnlich den, allerdings vor ihnen rangierenden, Deckoffizieren standen sie nun zwischen den Unteroffizieren und Offizieren – gemeinsam mit den Unterärzten, Unterveterinären, Musikmeistern und Obermusikmeistern. Mit der Umbenennung in Oberfeldwebel Anfang 1920 erfolgte die Ausgliederung der Offizierstellvertreter aus der oben genannten Rangklasse und die Quasi-Rückstufung in die Dienstgradgruppe der Unteroffiziere mit Portepee.

### Marine
Die Bestimmungen der Marine wichen teilweise von jenen des Heeres ab. So waren zwar auch den Offizierstellvertretern der kaiserlichen Marine alle Unteroffiziere ohne Portepee unterstellt, nicht aber die Kompaniefeldwebel (Werftdivisionen) oder die Bordfeldwebel bzw. Wachtmeister (Matrosendivisionen). Nach Ausbruch des Ersten Weltkriegs wurden die Deck- und Oberdeckoffiziere den Offizierstellvertretern unterstellt, ohne selbst in diese Funktion ernannt werden zu können. Nach einschlägigen Protesten wurden beide Bestimmungen wieder dem Friedensstand angepasst: Seit Dezember 1914 konnten auf Kriegsdauer auch Deckoffiziere wieder zu Offizierstellvertretern aufsteigen; ab Sommer 1915 waren Deckoffiziere nicht mehr per se den Offizierstellvertretern unterstellt.
Mit Offizierstellen beliehen werden konnten an Bord die Fähnriche zur See, die Deck- und Oberdeckoffiziere sowie die Vize-Deckoffiziere. An Land kamen außerdem die Fähnriche, Wachtmeister, Feldwebel, Signalmeister und Vizefeldwebel hinzu. Unteroffizieren ohne Portepee stand die Ernennung zu Offizierstellvertretern offen, sofern sie Reserveoffizier-Anwärter waren; dann hatte mit der Ernennung die Beförderung zum Vize-Deckoffizier bzw. Vizefeldwebel zu erfolgen.
Offizierstellvertreter verrichteten den Dienst der Leutnante bzw. der Marine-Ingenieure, mit Ausnahme des Gerichtsdienstes.

#### Uniform und Dienstgradabzeichen
Bis Januar 1919 trugen die Offizierstellvertreter des Heeres die Uniform des Vizefeldwebels der „Alten Armee“, die Achselklappen jedoch zusätzlich mit metallfarbener Unteroffizierstresse seitlich und oben eingefasst. Von Januar bis Mai 1919 legten die Offizierstellvertreter die neuen Dienstgradabzeichen des Friedensheeres an: vier waagerechte Stoffstreifen aus hellblauen Tuch am linken Unterarm. Im Mai 1919 wurden den Unteroffizieren der Vorläufigen Reichswehr silberfarbene Winkel verordnet, die mit der Spitze nach unten auf beiden Ärmeln zu tragen waren. Den Offizierstellvertreter zeichneten vier Winkel aus, wobei die Spitze des untersten in einer einfachen Schlaufe endete.
Bei der Marine waren die Achselklappen ebenfalls, seitlich und oben, mit schmaler Metalltresse eingefasst.